# Josep Chamorro i Ramos
Josep Chamorro i Ramos, que signa com Pitu Chamorro (Blanes, la Selva, 18 de juny de 1978) és un intèrpret de tenora i compositor de sardanes.
Als sis anys inicia solfeig i clarinet a l'escola de música del Col·legi Santa Maria de Blanes i entra a formar part de la banda de música del col·legi. Als nou anys comença els estudis de tenora amb Xavier Molina. Als deu, realitza el seu primer concert en directe. Més endavant estudia música moderna al Taller de Músics, així com classes de saxòfon i improvisació amb Eladio Reinón. Va estudiar composició amb Lluís Vergés.
Ha actuat amb La Bisbal Jove, l'AMOGA, i actualment és intèrpret de tenora a la cobla La Flama de Farners.
Ha compost diverses sardanes i una suite per a cobla. La sardana 50 anys, dedicada al seu pare, va rebre el premi popular de Blanes.